# Барнард (Мисури)
Барнард (енгл. Barnard) град је у америчкој савезној држави Мисури.

## Демографија
По попису из 2010. године број становника је 221, што је 36 (-14,0%) становника мање него 2000. године.
| Група             | 2000.        | 2010.       |
| Белци             | 257 (100,0%) | 217 (98,2%) |
| Афроамериканци    | 0 (0,0%)     | 1 (0,5%)    |
| Азијати           | 0 (0,0%)     | 0 (0,0%)    |
| Хиспаноамериканци | 0 (0,0%)     | 3 (1,4%)    |
| Укупно            | 257          | 221         |